# Bunn
Denna artikel behandlar sjön. För orten vid sjön, se Bunn (ort). För varumärket Bunn, se Bunn-o-Matic Corporation.
Bunn är en sjö i norra Småland, öster om Gränna i Aneby kommun och Jönköpings kommuner, på 196 meters höjd över havet. Den har en yta på omkring 10 km². Sjön avvattnas av Röttleån till Vättern. Den förbinds med sjön Ören, som ligger öster om den, via Örskanalen som grävdes i samband med ett sjösänkningsföretag 1845. Vid sjön ligger orterna Bunn och Bunnström. Vid provfiske har bland annat abborre, braxen, gärs och gädda fångats i sjön.

## Delavrinningsområde
Bunn ingår i delavrinningsområde (643100-142165) som SMHI kallar för Utloppet av Bunn. Delavrinningsområdets medelhöjd är 235 meter över havet och ytan är 54,79 kvadratkilometer. Räknas de 5 delavrinningsområdena uppströms in blir den ackumulerade arean 173,95 kvadratkilometer. Röttleån som avvattnar delavrinningsområdets har biflödesordning 2, vilket innebär vattnet flödar genom totalt 2 vattendrag innan det når havet efter 215 kilometer. Delavrinningsområdet består mestadels av skog (63 procent) och jordbruk (11 procent). Avrinningsområdet har 9,72 kvadratkilometer vattenytor vilket ger avrinningsområdet en sjöprocent på 17,7 procent.

## Fisk
Vid provfiske har följande fisk fångats i sjön:
- Abborre
- Braxen
- Gärs
- Gädda
- Gös
- Mört
- Sarv
- Siklöja